# Коста, Каролина
Каролина Коста (итал. Carolina Costa; род. 25 августа 1994 года, Мессина, Сицилия, Италия) — итальянская дзюдоистка-паралимпийка, бронзовый призёр летних Паралимпийских игр 2020 в Токио, чемпионка мира 2022 года.

## Биография
Катарина — дочь сицилийского дзюдоиста, президента Итальянской федерации кендо Франко Косты и польско-итальянской борчихи, участницы Олимпийских игр 1992 и 2004 годов Катажины Ющак.
29 августа 2021 года в Токио на летних Паралимпийских играх 2020 Каролина Коста выступала в весовой категории свыше 70 кг. В четвертьфинала она одержала победу над спортсменкой из США Кэти Дэвис, в полуфинале уступила казахстанке Зарине Байбатиной. В поединке за третье место победила украинку Анастасию Гарник и завоевала бронзовую медаль Паралимпиады-2020.
7 сентября 2024 года приняла участие на летних Паралимпийских играх 2024 в Париже в весовой категории свыше 70 кг (класс J2). В четвертьфинале победила француженку Пресциллию Лезе. В полуфинале проиграла бразильянке Ребеке де Соузе Силве, затем уступила в матче за «бронзу» казахстанской дзюдоистке Зарине Райфове.

## Спортивные результаты
| Год  | Турнир                          | Место проведения | Категория       | Место |
| ---- | ------------------------------- | ---------------- | --------------- | ----- |
| 2018 | Чемпионат мира                  | Одивелаш         | Свыше 70 кг     | 3     |
| 2019 | Чемпионат Европы                | Генуя            | Свыше 70 кг     | 1     |
| 2021 | Летние Паралимпийские игры 2020 | Токио            | Свыше 70 кг     | 3     |
| 2022 | Чемпионат Европы                | Кальяри          | Свыше 70 кг, J2 | 1     |
| 2022 | Чемпионат мира                  | Баку             | Свыше 70 кг, J2 | 1     |
| 2024 | Летние Паралимпийские игры 2024 | Париж            | Свыше 70 кг, J2 | 5     |